# Баумгартен, Роман Карлович
Рома́н Ка́рлович Баумгартен (1887—1963) — русский офицер, герой Первой мировой войны.

## Биография
Лютеранин.
По окончании Пажеского корпуса в 1906 году, выпущен был подпоручиком в лейб-гвардии 4-й стрелковый полк. В 1912 году окончил Николаевскую военную академию по 1-му разряду, после чего был прикомандирован к своему полку на год для командования ротой.
Чины: поручик (1910), штабс-капитан (1914), капитан (1914), подполковник (1916).
С началом Первой мировой войны, 16 ноября 1914 года переведен в Генеральный штаб с назначением старшим адъютантом штаба 80-й пехотной дивизии. Пожалован Георгиевским оружием
За то, что, состоя старшим адъютантом штаба 80-й пехотной дивизии, в бою 29-го мая 1915 года у д.д. Жабокруки и Живачев, когда значительные силы противника прорвали растянутое положение 80-й дивизии и нарушили связь между частями боевого расположения, будучи послан для выяснения на месте положения дел, с явной опасностью для жизни выдвинулся без конвоя далеко вперед нашей пехоты и проникнул в д. Живачев, часть которой была уже занята противником. Произведя под действительным огнем противника рекогносцировку, выяснил обстановку, вследствие чего были отданы распоряжения, результатом которых явилась приостановка наступления противника и возможность спокойного отхода частей дивизии на новые позиции.
2 октября 1915 года назначен исправляющим должность штаб-офицера для поручений при штабе 32-го армейского корпуса, а 9 февраля 1917 года — и. д. начальника штаба 157-й пехотной дивизии.
С 25 апреля 1918 года служил в гетманской армии, был переименован в войсковые старшины. 25 августа 1918 года назначен начальником демобилизационной части, на 21 ноября того же года — состоял в историческом отделе Главного управления Генерального штаба. Был произведен в полковники. Участвовал в Белом движении в рядах Добровольческой армии и ВСЮР. С конца 1918 до августа 1919 года заведывал оперативной частью секретной организации «Азбука» в Киеве. В мае 1920 года возвратился из эвакуации в Русскую армию в Севастополе.
В эмиграции в Чехословакии, где служил секретарём в русской гимназии, затем во Франции. Работал бухгалтером на фабрике, в годы оккупации — переводчиком в немецкой администрации.
Состоял членом Союза пажей и заместителем председателя объединения лейб-гвардии 4-го стрелкового полка.
Скончался в 1963 году в Париже. Похоронен на кладбище Сент-Женевьев-де-Буа. Был женат, имел сына Вадима (1922—1985) и дочь Викторию (ум. 1989).

## Награды
- Орден Святого Станислава 3-й ст. (1912)
- Орден Святого Станислава 2-й ст. с мечами (ВП 31.05.1915)
- Георгиевское оружие (ВП 07.02.1916)
- мечи и бант к ордену Св. Станислава 3-й ст. (ПАФ 4.03.1917)